# Stazione di Oricola-Pereto
Stazione di Oricola-Pereto vasútállomás Olaszországban, mely Oricola és Pereto településeket szolgálja ki.

## Vasútvonalak
Az állomást az alábbi vasútvonalak érintik:
- Róma–Sulmona–Pescara-vasútvonal

## Kapcsolódó állomások
A vasútállomáshoz az alábbi állomások vannak a legközelebb:
- Stazione di Carsoli
- Stazione di Arsoli